# Las Mestas (Coaña)
Las Mestas (oficialmente y en asturiano: As Mestas) es una aldea perteneciente a la parroquia de Coaña, en el concejo de Coaña, comarca de Eo-Navia, Principado de Asturias, España.